# Olaus Haquini
Olaus Haquini, född 1569 i Skänninge, död 8 november 1625 i Vallerstads socken, var en svensk präst i Vallerstads församling.

## Biografi
Olaus Haquini föddes 1569 i Skänninge. Han prästvigdes 1594 och blev 1596 skolmästare i Skänninge. År 1600 blev Haquini kyrkoherde i Vallerstads församling. Han avled 8 november 1625 i Vallerstads socken. Ett epitafium över honom sattes upp i Vallerstads gamla kyrka och en gravsten som låg på kyrkogården. Varken gravstenen eller epitafiet är bevarat.
Haquini gifte sig med Anna Nilsdotter (död 1641). Hon var dotter till en kyrkoherde i Normlösa socken och hade tidigare varit gift med kyrkoherden Haraldus Petri i Vallerstads socken.